# Campylocera mindanensis
Campylocera mindanensis är en tvåvingeart som beskrevs av Willi Hennig 1936. Campylocera mindanensis ingår i släktet Campylocera och familjen Pyrgotidae. Inga underarter finns listade i Catalogue of Life.